# Kaiserpokal 2009
Der Kaiserpokal 2009 war die 89. Austragung des Kaiserpokals, des höchsten japanischen Fußballpokalwettbewerbs. Sieger des Wettbewerbs waren die Gamba Osaka.

## Ergebnisse

### 1. Runde
|                             | Ergebnis        |                            |
| --------------------------- | --------------- | -------------------------- |
| Arte Takasaki               | 3:0             | FC Koun                    |
| Tōkai-Universität           | 1:0             | Juntendō-Universität       |
| FC Gifu Second              | 1:3             | Japan Soccer College       |
| Arterivo Wakayama           | 2:3             | Saga Higashi High School   |
| Ryūtsū-Keizai-Universität   | 5:0             | FC Parafrente Yonezawa     |
| Norbritz Hokkaido           | 0:4             | Universität Fukuoka        |
| Universität Fukuyama        | 0:1             | V-Varen Nagasaki           |
| Fukushima United FC         | 3:3 (3:1 i. E.) | Shobi-Gakuen-Universität   |
| Mitsubishi Mizushima        | 1:1 (6:7 i. E.) | Renofa Yamaguchi FC        |
| Kamatamare Sanuki           | 1:0             | SC Tottori Dreams          |
| TDK                         | 1:2             | Sony Sendai FC             |
| Zweigen Kanazawa            | 1:0             | Kwansei-Gakuin-Universität |
| Matsumoto Yamaga FC         | 1:0             | FC Kariya                  |
| Mie-Chukyo-Universität      | 0:7             | Honda                      |
| Okinawa Kariyushi FC        | 4:1             | Tokushima Vortis Second    |
| Honda Lock                  | 4:0             | Kumamoto Gakuen Daigaku    |
| Ehime FC Shimanami          | 0:4             | Universität Kōchi          |
| Sportuniversität Kanoya     | 2:0             | Hamada FC Cosmos           |
| Nippon-Bunri-Universität    | 1:0             | New Wave Kitakyushu        |
| Grulla Morioka              | 2:4             | Meiji-Universität          |
| Nara Club                   | 1:0             | Saurcos Fukui              |
| Biwako Seikei Sport College | 0:1             | Sagawa Printing            |
| Vertfee Takahara Nasu       | 4:3             | Universität Hachinohe      |
| Valiente Toyama             | 0:7             | Kansai-Universität         |

### 2. Runde
|                     | Ergebnis        |                           |
| ------------------- | --------------- | ------------------------- |
| Kashima Antlers     | 1:0             | Arte Takasaki             |
| Ehime FC            | 2:2 (2:4 i. E.) | Avispa Fukuoka            |
| Vissel Kobe         | 5:0             | Tōkai-Universität         |
| Kashiwa Reysol      | 0:0 (4:2 i. E.) | JEF Reserves              |
| Sanfrecce Hiroshima | 5:0             | Japan Soccer College      |
| Sagan Tosu          | 5:0             | Saga Higashi High School  |
| Gamba Osaka         | 5:2             | Ryūtsū-Keizai-Universität |
| Mito HollyHock      | 2:3             | Universität Fukuoka       |
| V-Varen Nagasaki    | 0:4             | Yokohama F. Marinos       |
| Cerezo Osaka        | 1:2             | Fukushima United FC       |
| Kawasaki Frontale   | 6:1             | Renofa Yamaguchi FC       |
| Kataller Toyama     | 0:0 (4:1 i. E.) | Fagiano Okayama           |
| FC Tokyo            | 4:0             | Kamatamare Sanuki         |
| Thespa Kusatsu      | 3:1             | Sagawa Shiga              |
| Sony Sendai FC      | 2:4             | Omiya Ardija              |
| Vegalta Sendai      | 1:0             | Zweigen Kanazawa          |
| Matsumoto Yamaga FC | 2:0             | Urawa Reds                |
| FC Gifu             | 1:0             | Tochigi SC                |
| Oita Trinita        | 3:3 (4:3 i. E.) | Yokogawa Musashino FC     |
| JEF United Chiba    | 3:0             | Honda                     |
| Nagoya Grampus      | 4:0             | Okinawa Kariyushi FC      |
| Tokyo Verdy         | 0:1             | Honda Lock                |
| Júbilo Iwata        | 2:0             | Universität Kōchi         |
| Tokushima Vortis    | 1:3             | Sportuniversität Kanoya   |
| Montedio Yamagata   | 2:0             | Nippon-Bunri-Universität  |
| Shonan Bellmare     | 0:1             | Meiji-Universität         |
| Nara Club           | 0:3             | Albirex Niigata           |
| Roasso Kumamoto     | 2:2 (2:4 i. E.) | Yokohama FC               |
| Shimizu S-Pulse     | 2:0             | Sagawa Printing           |
| Consadole Sapporo   | 2:1             | Gainare Tottori           |
| Kyoto Sanga FC      | 4:0             | Vertfee Takahara Nasu     |
| Ventforet Kofu      | 3:3 (4:3 i. E.) | Kansai-Universität        |

### 3. Runde
|                     | Ergebnis |                         |
| ------------------- | -------- | ----------------------- |
| Kashima Antlers     | 3:0      | Avispa Fukuoka          |
| Vissel Kobe         | 1:0      | Kashiwa Reysol          |
| Sanfrecce Hiroshima | 2:3      | Sagan Tosu              |
| Gamba Osaka         | 6:1      | Universität Fukuoka     |
| Yokohama F. Marinos | 4:1      | Fukushima United FC     |
| Kawasaki Frontale   | 3:1      | Kataller Toyama         |
| FC Tokyo            | 3:2      | Thespa Kusatsu          |
| Omiya Ardija        | 1:2      | Vegalta Sendai          |
| Matsumoto Yamaga FC | 1:4      | FC Gifu                 |
| Oita Trinita        | 2:3      | JEF United Chiba        |
| Nagoya Grampus      | 2:0      | Honda Lock              |
| Júbilo Iwata        | 3:1      | Sportuniversität Kanoya |
| Montedio Yamagata   | 0:3      | Meiji-Universität       |
| Albirex Niigata     | 3:1      | Yokohama FC             |
| Shimizu S-Pulse     | 2:0      | Consadole Sapporo       |
| Kyoto Sanga FC      | 1:2      | Ventforet Kofu          |

### Achtelfinale
|                     | Ergebnis |                   |
| ------------------- | -------- | ----------------- |
| Kashima Antlers     | 2:1      | Vissel Kobe       |
| Sagan Tosu          | 1:3      | Gamba Osaka       |
| Yokohama F. Marinos | 1:2      | Kawasaki Frontale |
| FC Tokyo            | 0:3      | Vegalta Sendai    |
| FC Gifu             | 1:0      | JEF United Chiba  |
| Nagoya Grampus      | 3:1      | Júbilo Iwata      |
| Meiji-Universität   | 1:3      | Albirex Niigata   |
| Shimizu S-Pulse     | 3:0      | Ventforet Kofu    |

### Viertelfinale
|                   | Ergebnis |                 |
| ----------------- | -------- | --------------- |
| Kashima Antlers   | 1:2      | Gamba Osaka     |
| Kawasaki Frontale | 1:2      | Vegalta Sendai  |
| FC Gifu           | 0:3      | Nagoya Grampus  |
| Albirex Niigata   | 2:3      | Shimizu S-Pulse |

### Halbfinale
|                | Ergebnis        |                 |
| -------------- | --------------- | --------------- |
| Gamba Osaka    | 2:1             | Vegalta Sendai  |
| Nagoya Grampus | 1:1 (5:3 i. E.) | Shimizu S-Pulse |

### Finale
|             | Ergebnis |                |
| ----------- | -------- | -------------- |
| Gamba Osaka | 4:1      | Nagoya Grampus |